# Оссолинский, Юзеф Каетан
Юзеф Каетан Оссолинский (1758 — 15 апреля 1834, Вышкув) — польский граф, староста сандомирский (с 1781 года), последний каштелян подляшский (с 1790 года), сенатор-каштелян Царства Польского (1822—1824), посол (депутат) сейма от Дрохичинской земли с 1780 года, член Тарговицкой конфедерации (1792), коллекционер произведений искусства.

## Биография
Представитель польского магнатского рода Оссолинских герба «Топор». Старший сын мечника великого литовского Александра Мацея Оссолинского (1725—1804) от второго брака французской дворянкой Бенедиктой Антониной де Левендаль (1735—1778).
Был владельцем имений Рудки, Старой Вси и Чернякова (части Варшавы). Выкупил у Ледоховских родовое имение Оссолин. В 1781 году получил должность старосты сандомирского, в 1782 году стал кавалером Ордена Святого Станислава. В 1790 году Юзеф Каетан Оссолинский был назначен каштеляном подляшским и стал сенатором Речи Посполитой. В 1792 году после присоединения польского короля Станислава Августа Понятовского к Тарговицкой конфедерации Юзеф Каетан Оссолинский вместе с несколькими послами из Подляшья примкнул к конфедерации. В 1794 году во время польского восстания Костюшко оказывал материальную поддержку повстанцам, а его брат Ян Онуфрий сформировал за свой счет батальон.
После ликвидации Великого герцогства Варшавского Юзеф Каетан Оссолинский был одним из инициаторов создания Царства Польского в составе Российской империи. В 1822—1824 годах — сенатор-каштелян Царства Польского.
Юзеф Каетан Оссолинский прославился как коллекционер и создатель художественной галереи во дворце называли «Tłumackiem» в Варшаве, где находились произведениях искусства, купленные последним польским королём Станиславом Понятовским.

## Семья
Был трижды женат. Его первой женой была Тереза Миончинская (урожденная — Рафалович) (род. 1760), которая в первом браке была замужем за Каетаном Миончинским. В 1781 году вторично женился на Марии Барбаре Залесской, но развелся с ней в 1802 году. Дети от второго брака:
- Констанция Оссолинская[пол.] (1783—1868), жена с 1805 года сенатора-каштеляна Царства Польского, графа Томаша Лубенского (1784—1870)
- Виктор Максимилиан Оссолинский (1790—1860), польский граф, адъютант князя Юзефа Понятовского

В 1802 году в третий раз женился на Катаржине Грабенской (род. 1780), от брака с которой имел сына Войцеха Григория (1796—1842).